# Xã Granville, Quận Mifflin, Pennsylvania
Xã Granville (tiếng Anh: Granville Township) là một xã thuộc quận Mifflin, tiểu bang Pennsylvania, Hoa Kỳ. Năm 2010, dân số của xã này là 5.104 người.